# 스트레이 (비디오 게임)
《스트레이》는 블루트웰브 스튜디오가 개발하고 안나푸르나 인터랙티브가 배급한 2022년작 어드벤처 게임이다. 로봇, 기계와 변종 박테리아가 득실한 격리도시에 떨어진 야생 고양이가 주인공으로, 그가 동료 드론 B-12의 도움을 받아 지상으로 돌아가는 여정을 그렸다. 2022년 7월 19일 플레이스테이션 4, 플레이스테이션 5 및 마이크로소프트 윈도우로 전세계에 동시출시됐다.
게임은 3인칭 시점으로 진행된다. 플레이어가 게임 내 세계에 있는 장애물을 돌파하고 주변환경과의 상호작용을 통해 모험하는 것이 목표이다. B-12를 사용해 발견한 물품들을 축적하고 해킹기술로 퍼즐을 풀 수 있다.

## 반응

### 평론
《스트레이》는 리뷰 애그리게이터 웹사이트 메타크리틱에서 "대체적으로 긍정적인 평가"를 기록했다.

## 참조

### 내용주
1. ↑  영어: Stray